# فهرست دیدارهای والیبال ایران و برزیل
تیم ملی ایران و تیم ملی برزیل تاکنون ۲۳ بار در مقابل یکدیگر قرار گرفته‌اند. حاصل این دیدارها، ۳ برد برای ایران و ۲۰ برد برای برزیل می‌باشد.

## اولین بازی
اولین بازی بین این دو تیم در تاریخ ۲۳ نوامبر در شهر توکیو در جام جهانی ۱۹۹۱ برگزار شد که با نتیجه سه بر صفر به سود برزیل به پایان رسید.

## فهرست کلی بازیها
| #                            | تیم   | نتیجه بازی | تیم   | عنوان مسابقات               |
| ---------------------------- | ----- | ---------- | ----- | --------------------------- |
| ۱                            | ایران | ۰–۳        | برزیل | جام جهانی ۱۹۹۱              |
| ۲                            | ایران | ۱–۳        | برزیل | جام بزرگ قهرمانان جهان ۲۰۰۹ |
| ۳                            | ایران | ۰–۳        | برزیل | جام جهانی ۲۰۱۱              |
| ۴                            | ایران | ۱–۳        | برزیل | جام بزرگ قهرمانان جهان ۲۰۱۳ |
| ۵                            | ایران | ۲–۳        | برزیل | لیگ جهانی ۲۰۱۴              |
| ۶                            | ایران | ۳–۰        | برزیل | لیگ جهانی ۲۰۱۴              |
| ۷                            | ایران | ۳–۲        | برزیل | لیگ جهانی ۲۰۱۴              |
| ۸                            | ایران | ۲–۳        | برزیل | لیگ جهانی ۲۰۱۴              |
| ۹                            | ایران | ۳–۱        | برزیل | لیگ جهانی ۲۰۱۴              |
| ۱۰                           | ایران | ۰–۳        | برزیل | لیگ جهانی ۲۰۱۶              |
| ۱۱                           | ایران | ۱–۳        | برزیل | لیگ جهانی ۲۰۱۶              |
| ۱۲                           | ایران | ۱–۳        | برزیل | لیگ جهانی ۲۰۱۷              |
| ۱۳                           | ایران | ۰–۳        | برزیل | جام بزرگ قهرمانان جهان ۲۰۱۷ |
| ۱۴                           | ایران | ۲–۳        | برزیل | لیگ ملت‌ها ۲۰۱۸              |
| ۱۵                           | ایران | ۲–۳        | برزیل | لیگ ملت‌ها ۲۰۱۹              |
| ۱۶                           | ایران | ۲–۳        | برزیل | لیگ ملت‌ها ۲۰۱۹              |
| ۱۷                           | ایران | ۱–۳        | برزیل | جام جهانی ۲۰۱۹              |
| ۱۸                           | ایران | ۱–۳        | برزیل | لیگ ملت‌ها ۲۰۲۱              |
| ۱۹                           | ایران | ۰–۳        | برزیل | لیگ ملت‌ها ۲۰۲۲              |
| ۲۰                           | ایران | ۰–۳        | برزیل | لیگ ملت‌ها ۲۰۲۲              |
| ۲۱                           | ایران | ۰–۳        | برزیل | انتخابی بازی‌های المپیک ۲۰۲۴ |
| ۲۲                           | ایران | ۱–۳        | برزیل | لیگ ملت‌ها ۲۰۲۴              |
| ۲۳                           | ایران | ۰–۳        | برزیل | لیگ ملت‌ها ۲۰۲۵              |
| برد ایران: ۳ / برد برزیل: ۲۰ |       |            |       |                             |

رویارویی آخرین دیدار دو تیم ایران و برزیل در لیگ ملت ها ۲۰۲۵ که با باخت ۳ بر ۰ ایران در مقابل برزیل همراه شد.